# Шелленберг, Вероника Владимировна
Вероника Владимировна Шелленберг (Бескупская) (род. 13 сентября 1972, Омск) — российская поэтесса.

## Биографические вехи
Работала художником-оформителем.
1995 — начала пробовать свои силы в поэзии.
1997 — член молодёжного литературного объединения «Другая Земля».
1998 — член Союза российских писателей.
2004 — окончила Литературный институт им. Горького.
Стихи Вероники Шелленберг публиковались в заметных журналах российской словесности — «Арион», «День и Ночь»(Красноярск), «Дети Ра», «Москва», «Сибирские огни», «Огни Кузбасса»(Кемерово), «Сибирские Афины»(Томск), «Голоса Сибири»(Кемерово), «Иркутское время», «Лоза»(Тирасполь), «Под часами»(Смоленск), «Омская муза» и «Складчина» (Омск), «Сияние лиры»(Москва), «Урал», «Москва» (Москва), «Паровозъ» (Москва), «После 12» (Кемерово), «Новая Неминга литературная» (Минск), «Неизвестная Сибирь» (Новосибирск) и др. И, дополнительно к этому — в коллективных сборниках «На первом дыхании» № 1,2; «Бабье лето» № 1, 2, 3, 4; «Другая земля» № 1, 2; в антологии современной омской литературы «Сегодня и вчера», в антологии современной прозы и поэзии «Лёд и пламень» (Москва, 2009), произведений омских писателей для детей «На солнечной гриве» (Омск, 2011), "Поэты «Сибирских огней. XXI век» (Новосибирск, 2011), произведений омских писателей «Годовые кольца» (Омск, 2012). Стихотворные сборники: «Если б не ты…» (Омск, 1998), «Рождение»(Омск, 1999), «На языке огня» (Омск, 2004), «Одно только слово»(Омск, 2006), «Полосатая корова» (стихи и песенки для детей) (Омск 2009), «Сны на склоне вулкана» (вступительная статья Юрия Беликова «опоздавший успевает»; Омск, 2009; в книжной серии «Библиотека Омской лирики»), Книга эссе и стихотворений о Горном Алтае «Под присмотром орла» (Омск, 2013). Если говорить о поэзии Вероники Шелленберг, то хотелось бы процитировать не часть, а отдельное её стихотворение — ёмкое и краткое:

. . .

Давно прошёл назначенный мне час.

Пустой вокзал. А может — век. Не знаю.

Я опоздала так, что в самый раз

На следующий поезд успеваю.

Вероника Шелленберг лауреат ежегодной областной литературной молодёжной премии им. Ф. М. Достоевского (1998) за первый сборник стихотворений, а также дипломант Всероссийского литературного конкурса им. В. П. Астафьева (2006) за стихи для детей. Лауреат городского поэтического конкурса профессиональных авторов «Омские мотивы»(2008). Лауреат премии Губернатора Омской области за заслуги в развитии культуры и искусства им. Л. Н. Мартынова (2011). Дипломант Международного литературного конкурса «Детское время» (2012).
Автор публицистических книг: «От истоков… История развития Группы предприятий „Омский бекон“» (Омск, 2003), «Вчера… Сегодня… Завтра… Российский государственный торгово-экономический университет Омский институт (филиал) 50 лет» (Омск, 2011).
Автор текстов песен к спектаклю «Новогодний поросенок» (автор пьесы Сергей Козлов, режиссёр-постановщик Николай Михалевский; поставлена в 2011 г. в Омском Театре юного зрителя).
Автор пьесы «Сказка о Снежной королеве» (поставлена в 2013 г. в Северном драматическом театре им. М. А. Ульянова; режиссёр-постановщик Константин Рехтин)